# Bolesław Baran
Bolesław Baran (ur. 24.10.1910 r. - zm. 27.10.1984 r.) – urzędnik, Sprawiedliwy wśród Narodów Świata.

## Życiorys
W trakcie II wojny światowej pracował jako urzędnik Miejskiego Urzędu Obwodowego nr II w Krakowie. W 1940 r. na prośbę Zdzisława Mrożewskiego wyrobił kenkartę dla swojej żydowskiej przyjaciółki Józefy Singer, córki karczmarza z Bronowic, na nazwisko zmarłej Eugenii Jadwigi Gawlik. W późniejszym czasie pomagał kolejnym krakowskim aktorom. Wystawił fałszywe papiery m.in. dla Janiny Wernicz. Obie przeżyły wojnę i zmarły w latach pięćdziesiątych.
22 października 1981 r. otrzymał przyznany przez instytut Jad Waszem medal Sprawiedliwy wśród Narodów Świata.